# マーク・コフィー
マーク・コフィー（Mark Coffey、1990年2月13日 - ）は、スコットランドのグラスゴー出身のプロレスラー。現在は、マーク・コフィー(Mark Coffey)のリングネームで活動。

## 来歴

### NXT UK
コフィーは、NXT UKに出演し、 デビュー戦で、兄のジョー・コフィーとチームを組み、勝利を収めた。彼らは、NXTスーパースターのウルフギャングとチームを組み、タッグチームユニット、ガラスを結成。
2019年2月6日放送のNXT UKで、コフィーは、NXT・ユナイテッドキングダム王座戦で2度、ウォルターと対戦するも敗北。10月4日、マークとウルフギャングは、マーク・アンドリュースとフラッシュ・モーガン・ウェブスターを破って、NXT UKタッグチーム王座を獲得。だが、497日目にして理由不明でタイトルを失ってしまう。
2022年7月14日、コフィーは、ノーム・ダーを破り、NXT UKヘリテージ・カップを獲得。だが、8月25日、コフィーは、ダーに敗れ、タイトルを失ってしまう。

### NXT
NXTヒートウェーブで、ガラスは、NXTへ昇格し、ダイアモンド・マインへ、攻撃した。2022年8月23日、ガラスは、タッグチームデビューを果たし、NXT UKタッグチーム王座のブルックス・ジェンセンとジョシュ・ブリッグスと対戦し、カウントアウトで勝利。Worlds Collideで、マーク・コフィーとウルフギャングは、NXT UKタッグチーム王座戦のフェイタル・4ウェイ・タッグチーム・エリミネーションマッチに参加するも、2番目に試合から脱落。ガラスは、再度、ジョシュ・ブリッグスとブルックス・ジェンセンと失格なしのタッグマッチに勝利。その後、コフィーは、兄ジョーとウルフギャングと共に、当局者を攻撃したことによって9月に出場停止処分を受けた。
2023年1月10日のニューイヤーズイービルで、ガラス (兄ジョー以外のメンバー)は、出場停止から復帰し、ガントレットマッチに勝利し、NXTタッグチーム王座の挑戦権を獲得した。NXTベンジェンス・デイで、コフィーとウルフギャングは、当時チャンピオンのニュー・デイ、プリティ・デッドリー、アンドレ・チェイス・ユニバーシティーと対戦し、勝利し、NXTタッグチーム王座を獲得した。コフィーとウルフギャングは、2月21日、エドリス・エノフェとマリク・ブレイドと対戦し、勝利。3月14日、タイトルマッチで再び、プリティ・デッドリーと対戦し、勝利。4月1日のスタンド & デリバーで、NXTタッグチーム王座を賭けて、クリード・ブラザーズとディアンジェロ・ファミリーと対戦する。

## 獲得タイトル
ICW
- ICWゼロG王座 : 3回
- ICWタッグチーム王座 : 4回（w /ジャッキー・ポロ

PWE
- PWEタッグチーム王座 : 1回（w /ジャッキー・ポロ

SWA
- SWAヘビー級王座 : 1回
- SWAタッグチーム王座 : 1回（w /ジャッキー・ポロ (3回)、ジョー・コフィー (1回)

ターゲットレスリング
- ターゲットレスリング・タッグチーム王座 : 1回（w /ジャッキー・ポロ

W3L
- W3Lタッグチーム王座 : 1回（w / ジョー・コフィー

WWE
- NXT UKヘリテージ・カップ : 1回
- NXT UKタッグチーム王座 : 1回（w /ウォルフガング
- NXTタッグチーム王座 : 1回（w /ウルフギャング

## 入場曲
- Beat Me
- Led Foot
- Oh Yeah